# Solomys spriggsarum
Solomys spriggsarum és una espècie extinta de rosegador de la família dels múrids. Vivia a l'illa de Buka, a l'extrem septentrional de Salomó. Tan sols se n'han trobat restes subfòssils. S'extingí en temps prehistòrics. L'espècie fou anomenada en honor de l'antropòleg i arqueòleg australià Matthew Spriggs i la seva esposa, la lingüista Ruth Saovana-Spriggs.